# Kanariya
「kanariya」（カナリヤ）は、日本の歌手・浜崎あゆみの12thシングル。1999年12月8日にavex traxより発売。

## 解説
2ndアルバム『LOVEppears』からのリカットシングル。30万枚完全限定生産。ピクチャーレーベル仕様。黒の半透明のケースに収められている。この年、7作品目のシングルであり1-2ヶ月に1枚の超ハイペースでのリリースとなった。
トラック最後の「kanariya "Vocal Track"」は、一般からのリミックス作品を広く募集するために収録された。
本作の表題曲は原曲（Original Mix）ではなく、ジョナサン・ピータースのリミックスバージョンである。ミュージック・ビデオにも同リミックスのエディットバージョン（CD未収録）が用いられている。
2011年発売の映像作品『A 50 SINGLES 〜LIVE SELECTION〜』（全シングル曲のライブ総集編）においては、一度も披露されたことがなく、ライブ映像が存在しないためミュージック・ビデオが収録された。後に2016年から2017年に開催されたカウントダウン・ライブ『ayumi hamasaki COUNTDOWN LIVE 2016-2017「Just the beginning -20-」』において初披露され、そのライブ映像を含む4公演を収録した『ayumi hamasaki UNRELEASED LIVE BOX A』にて初映像化された。
アメリカのavex usaから発売されたアナログ盤では、タイトル表記が「Kanariya (Canary)」となっている。

## 収録曲

### CD
全曲作詞：ayumi hamasaki
1. kanariya "Jonathan Peters Vocal Club Mix" [9:57]
作曲：Yasuhiko Hoshino / Remixed by Jonathan Peters for Jonathan Peters Production
TBS系『COUNT DOWN TV』1999年12月度オープニングテーマ
2. kanariya "Struggle Mix" [6:02]
Remixed by Tatsuhiko Fuyuno
3. kanariya "HΛL's Mix" [4:22]
Remixed by HΛL
7thシングル「LOVE〜Destiny〜」の再発盤にも収録されている。
4. kanariya "DJ-TURBO Club Mix" [7:09]
Remixed by DJ-TURBO from GTS
5. kanariya "Dub's Energy Remix" [7:30]
Remixed by Izumi "D・M・X" Miyazaki
6. Two of us "HΛL's Mix" [5:16]
Remixed by HΛL
7. kanariya "SPAZM Mix" [6:22]
Remixed by SPAZM
8. from your letter "pandart sasanooha Mix" [5:41]
Remixed by Pandart Sasanooha
7thシングル「LOVE〜Destiny〜」の再発盤にも収録されている。
9. kanariya "Big Room Mix" [7:35]
Remixed by Eric Kupper for Hysteria Productions
7thシングル「LOVE〜Destiny〜」の再発盤にも収録されている。
10. kanariya "HIROSHI's Nite Clubing Mix" [5:14]
Remixed by Hiroshi Watanabe
11. kanariya "Full Vocal Mix" [6:45]
Remixed by Stephane K for MADMAX
12. kanariya "Original Mix" -Radio Edit- [3:03]
編曲：CPM-Marvin
13. kanariya "Vocal Track" [3:03]

### アナログ盤
1. kanariya "Jonathan Peters Vocal Club Mix"
2. kanariya "Jonathan Peters' Millennium Dub"
3. kanariya "Jonathan Peters' Sound Factory Dub"

## 収録アルバム
- kanariya
  - 『LOVEppears』(Original Mix、シークレットトラック)
  - 『A COMPLETE 〜ALL SINGLES〜』(Radio Edit)

## 収録ライブ映像
- kanariya
  - 『ayumi hamasaki  COUNTDOWN LIVE 2016-2017 A『Just the beginning -20-』』(ayumi hamasaki UNRELEASED LIVE BOX A)